# Canyataq
Canyataq (azerbajdzjanska: Çanyataq, ryska: Джанятаг, armeniska: Ճանկաթաղ, Chankat’agh) är en ort i Azerbajdzjan.   Den ligger i distriktet Tərtər Rayonu, i den centrala delen av landet, 270 km väster om huvudstaden Baku. Canyataq ligger 668 meter över havet och antalet invånare är 272.
Terrängen runt Canyataq är lite bergig, och sluttar brant österut. Närmaste större samhälle är Martakert, 8,9 km norr om Canyataq. 
Trakten runt Canyataq består till största delen av jordbruksmark. Runt Canyataq är det ganska tätbefolkat, med 139 invånare per kvadratkilometer.